# 劉可毅
刘可毅（？年—？年），原名毓麟，字葆真，江苏武进县（今属常州市）人。清末官员、诗人。
光緒十八年（1892年）壬辰科二甲進士。同年五月，改翰林院庶吉士。光緒二十年四月，散館，授翰林院編修。刘可毅工诗，《晚晴簃诗汇》收其诗作二首。